# 16. Arrondissement (Paris)

Logo der mairie des 16. Arrondissements

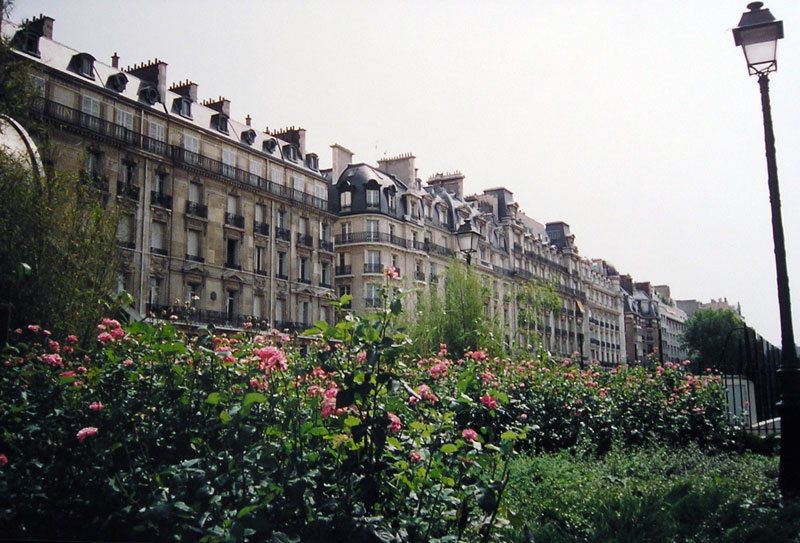
Avenue Foch im 16. Arrondissement

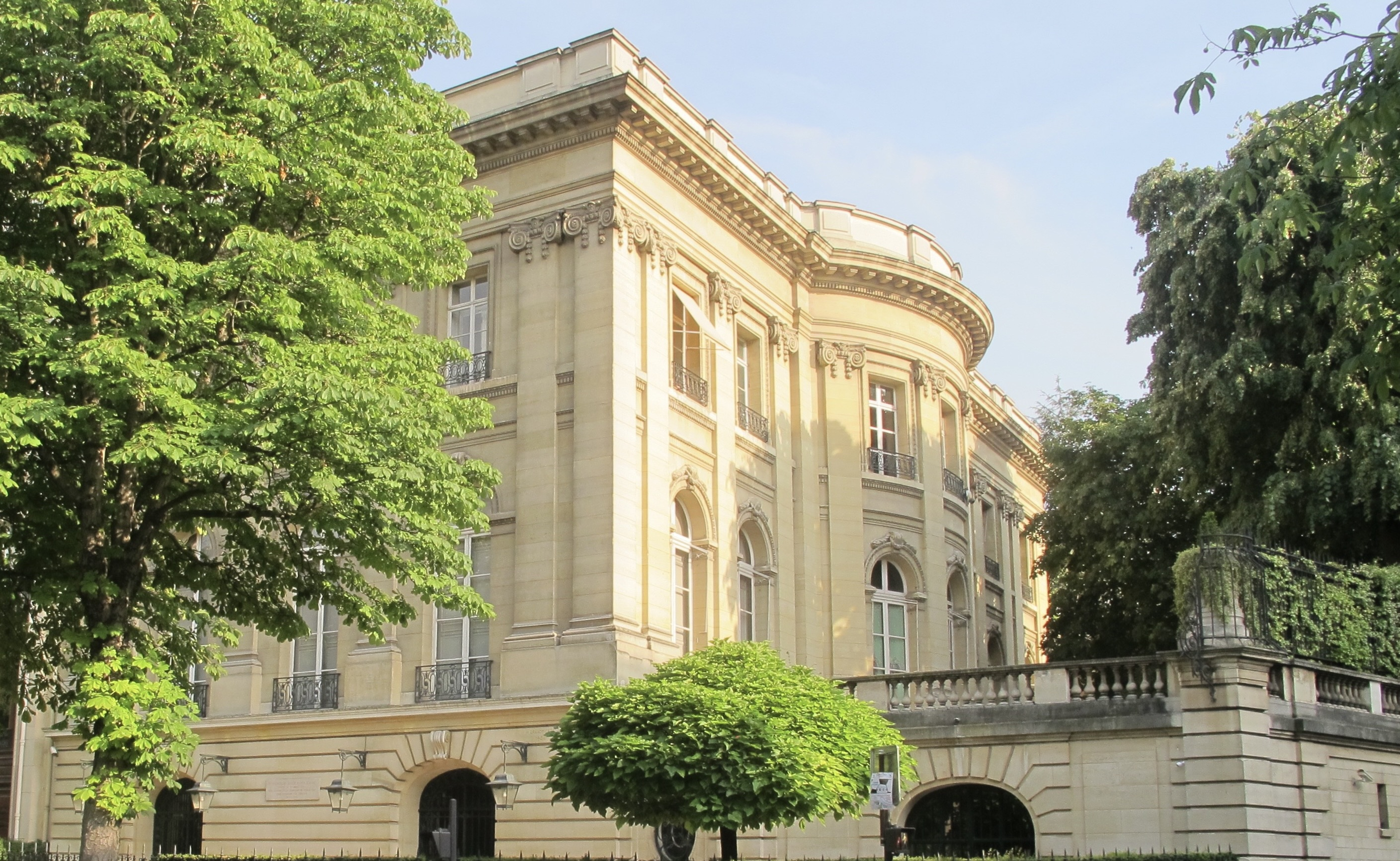
Die Fondation Singer-Polignac in der Avenue Georges-Mandel

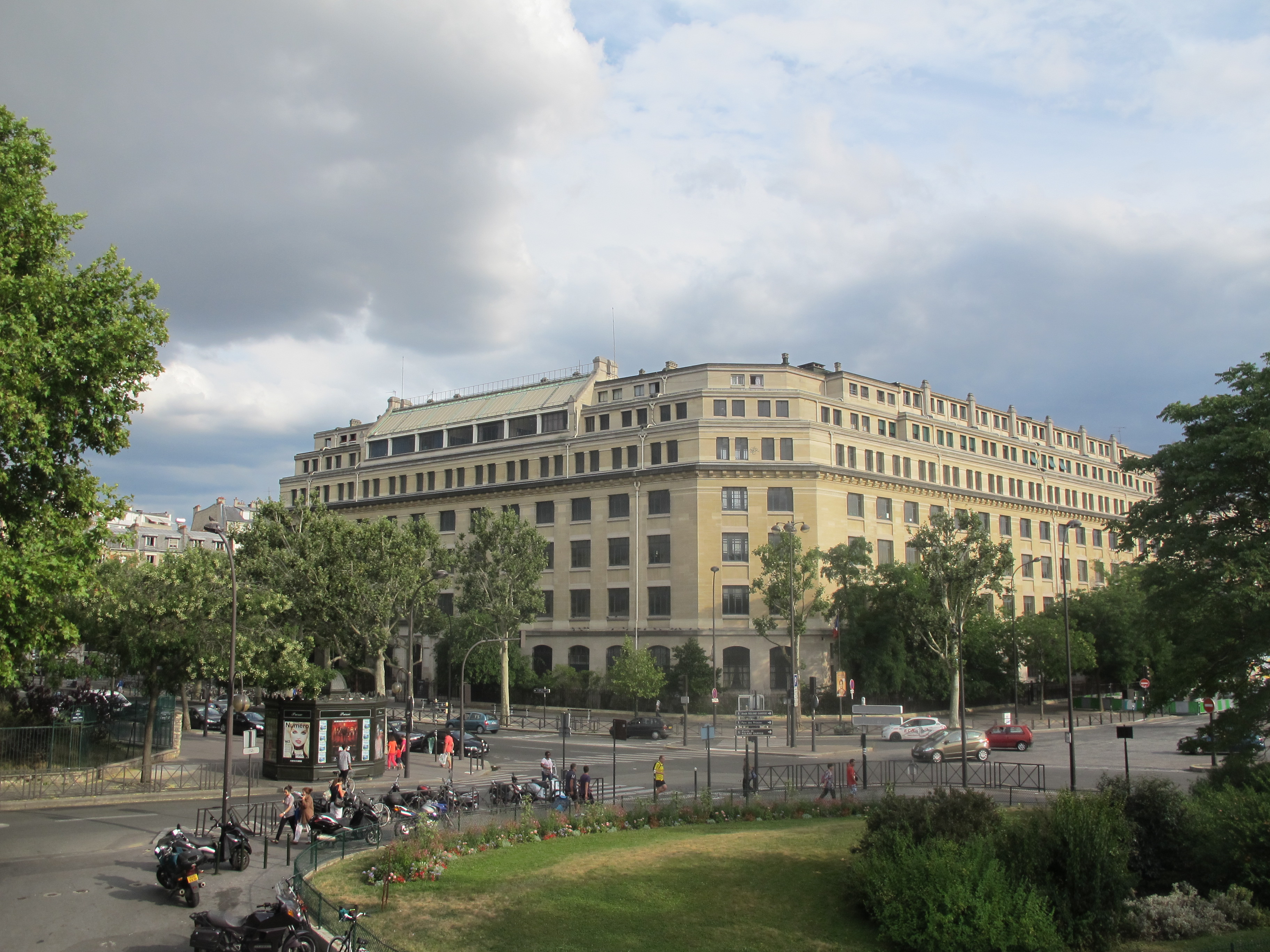
Lycée Jean-de-la-Fontaine am Place de la Porte Molitor

Das 16. Arrondissement von Paris (französisch 16e arrondissement de Paris, auch XVIe arrondissement de Paris, arrondissement de Passy) ist eines von 20 Stadtbezirken. Es befindet sich auf dem rechten Seine-Ufer. Das Viertel wird gemeinhin auch arrondissement de Passy genannt, nach dem Namen der alten Gemeinde, die im Jahr 1860 nach Paris eingemeindet wurde.
Zusammen mit dem 7. Arrondissement und dem Vorort Neuilly-sur-Seine gen Westen bildet es das teuerste und wohlhabendste Residenzviertel Frankreichs. Zudem werden die Quartiere, welche den Bois de Boulogne umgrenzen, auch mit Neuilly-Auteuil-Passy beschrieben, welches das einheitliche Viertel zwischen dem Arrondissement und dem Vorort Neuilly-sur-Seine umfasst. Im französischen Sprachgebrauch wird das 16. Arrondissement sinnbildlich auch als Begriff für (bürgerliche) Eleganz und Reichtum verwendet.

## Allgemeines
Es grenzt an die Gemeinden Neuilly-sur-Seine und Boulogne-Billancourt. Seinen Westteil bildet der Bois de Boulogne, der etwas mehr als die Hälfte der Fläche des Arrondissements einnimmt. Der 16. Arrondissement befindet sich vis-à-vis des Eiffelturms. Das Maison de Radio France, der Trocadéro, die Jardins du Trocadéro, die Rue de Passy, die Avenue Victor-Hugo, der Prinzenpark, die Rue d’Auteuil, die Avenue du Président Kennedy, der Boulevard Exelmans, die Rue Michel-Ange und die Rue Molitor sind die bekanntesten Lokalitäten im 16. Arrondissement. Es gilt als schönster Stadtteil und einer mit den höchsten Mietpreisen in Paris. Hier haben sich zahlreiche Botschaften angesiedelt. Der Süden des Arrondissements ist ein Villenviertel. Das Rathaus steht in der Avenue Henri-Martin. In Passy steht auch das Musée d’art moderne de la Ville de Paris. Am südlichen Rand des Bois de Boulogne steht das Stade Roland Garros, wo jährlich das Grand-Slam-Turnier French Open stattfindet. 
Im Arrondissement gibt es fünf staatliche Gymnasien: Janson de Sailly, Jean-Baptiste Say, La Fontaine, Molière und Claude Bernard. Auf dem Cimetière de Passy sind zahlreiche prominente Personen beigesetzt. Aufgrund seiner Größe ist es das einzige Arrondissement von Paris, das zwei verschiedene Postleitzahlen hat.
Die Avenues Henri-Martin und Georges-Mandel markieren die Grenze zwischen beiden Bereichen. Das 16. ist gleichmäßig in zwei Wahlkreise aufgeteilt, den 15. und 16. Wahlkreis. Sie stimmen mit der Aufteilung des Arrondissements in Süd und Nord überein und werden derzeit durch Sandrine Boëlle beziehungsweise Brigitte Kuster (LR) vertreten. Von 1989 bis 2008 war Pierre-Christian Taittinger, Minister und Senator a. D., Bürgermeister des Arrondissements.
Im Quartier de Chaillot an der Rue Copernic befindet sich zudem eine der ältesten Reformsynagogen Frankreichs, die 1907 gegründete Synagoge der Rue Copernic. Die Synagogengemeinde gilt bis heute als die führende und sichtbarste im französischen Reformjudentum. Die Synagoge wurde im Jahr 1941 bei einem Bombenangriff sowie im Jahr 1980 bei einem palästinensischen Terroranschlag zweimal in ihrer Geschichte schwer beschädigt. Zu den mit der Synagoge verbundenen Persönlichkeiten gehören unter anderen Arnold Schoenberg, der 1933 hier seine Rückkehr zum Judentum vollzog, und auch Simone Veil.

## Bevölkerungsdichte
Im Jahr 2020 wohnten im Arrondissement 162.820 Menschen auf 16,4 Quadratkilometern, das bedeutet 9.946 Einwohner pro Quadratkilometer.

## Berühmte Adressen
In Populärkultur und Gedächtnis der Stadt zählen vor allem die folgenden Straßenzüge als begehrt:
- Rue Benjamin Franklin (Georges Clemenceau)
- Rue Desbordes-Valmore (Félicien-César David, Jacques Félix Duban)
- Avenue Foch (Henry Bataille, Maria Callas, Fernandel, Octave Mirbeau u. v. a.)
- Avenue Georges-Mandel (Maria Callas, Edmond de Polignac, Winnaretta Singer)
- Avenue Henri-Martin (Alphonse de Lamartine, Paul Louis Weiss)
- Avenue Kléber (Königin Isabella II., Henri Busser)
- Rue de Longchamp (Théophile Gautier, Camille Saint-Saëns)
- Rue de Passy (Heinrich Heine, George du Maurier, Pierre-Joseph Proudhon)
- Rue de la Pompe (Brigitte Bardot, Julien Green, Jules Janin)
- Rue Raynouard (Honoré de Balzac, Pierre-Jean de Béranger, Benjamin Franklin, Alfred de Musset, Auguste Perret)
- Rue de la Tour (Rose Chéri, Jean Jaurès, Jean Richepin)
- Avenue Victor-Hugo (Victor Hugo, Lysius Salomon)

In der Rue Berton (früher Rue du Roc) lag der Hinterausgang von Balzacs Anwesen an der Rue Raynouard, über den der Schriftsteller die Flucht antrat, wenn seine Gläubiger ihm zu Leibe rückten.
Eine weitere begehrte Adresse im 16. Arrondissement war seit jeher die im alten Dorf Auteuil gelegene Verlängerung der Rue Raynouard, die Rue La Fontaine. Hier wurde unter anderem der Schriftsteller Marcel Proust geboren.
Das Haus mit der Nummer 2 in der Rue de Franqueville diente als Kulisse in dem Film Der diskrete Charme der Bourgeoisie von Luis Buñuel. Im ersten Stock direkt über der schmiedeeisernen Hauseingangstür befindet sich im Film die Privatwohnung von Botschafter Don Rafael (Fernando Rey).

## Bürgermeister
- 1860–1870: Henri Pierre Édouard, baron de Bonnemains
- 1870–1871: Henri Martin
- 1871–1880: Gustave Girod
- 1880–1883: Henri Martin (Ligue des Patriotes)
- 1883–1906: Henri Marmottan
- 1906–1913: Paul Gerente
- 1913–1914: M. Faure
- 1914–1940: Pierre Bouillet
- 1940–1944: M. Dard d’Espinay
- 1944–1945: Gabriel Warluzel
- 1946–1951: Stanislas Sicé
- 1952–1963: Henri Graux
- 1963–1977: Georges Arzel
- 1983–1989: Georges Mesmin (UDF)
- 1989–2008: Pierre-Christian Taittinger (UDF-PR, DL, UMP)
- 2008–2017: Claude Goasguen (UMP/Les Républicains)
- 2017–2020: Danièle Giazzi (Les Républicains)
- seit 2020: Francis Szpiner (Les Républicains)

## Sehenswürdigkeiten
- Cimetière de Passy
- Jardin d’Acclimatation
- Maison de Radio France
- Musée Marmottan Monet
- Palais de Chaillot
- Palais de Tokyo
- Prinzenparkstadion
- Synagoge der Rue Copernic (Synagoge der Union Libérale Israélite de France)

## Grünanlagen
- Bois de Boulogne
- Jardin du Ranelagh
- Jardin Sainte-Périnne
- Jardins du Trocadéro

## Viertel
- Quartier d’Auteuil
- Quartier de la Muette
- Quartier de la Porte-Dauphine
- Quartier de Chaillot

## Literarische Bedeutung
Der Nestor-Burma-Roman Das stille Gold der alten Dame  (französisch Pas de bavards à la Muette) von Léo Malet spielt im 16. Arrondissement.